# منحوتة دربند رامكان
منحوتة دربندي رامكان أو دربند رامكه ودربند (بالفارسية:  الوادي)،  أو المضيق الذي يكون بين جبلين. يقع دربند رامكه في السليمانية من العراق بين أسوس وجبال كوار هش (كيوه ره ش Kewarhesh) في منطقة رانية، ومنه ينفذ الزاب الأسفل إلى (سهل بتوين). وفي أعالي وجه الجبل على يسار الذاهب إلى قلعة دزة، توجد منحوتة أثرية وهي عبارة عن مستطيل منحوت في الصخر بطول 3 أقدام وعرض 2 قدم. وهذه المنحوتة مشوهة نوعاً ما، ولكن يتميز فيها صورة شخص واقف يتجه إلى سهل ناو دشت عبر الدربند. وتشبه هذه المنحوتة منحوتات تقع في دربند كاوور. والجدير بالذكر ان هذا الموضع كان ممرا تاريخيا لعبور الجيوش من العراق القديم في طريقها إلى إيران و أذربيجان و بحيرة أرومية. والمرجح ان الحملة الثامنة التي قام بها الملك سرجون الثاني (714 ق.م) والتي فتح بها أذربيجان كانت عبر هذا الدربند.

## الموقع
ترتسم منحوتة دربندي رامكان في أعلى الواجهة الغربية من المضيق الجبلي الذي يربط سهل رانية بسهل (سنگه سر) وموقعها من تلك الواجهة على إرتفاع (25م) من فوق الضفة اليمنى للزاب الأسفل و (6م) من أسفل الطريق الجديد الذي شق من فوقها لربط الناحية (سنكه سر) وقلعة (قلعة دزه) بطريق رانية العام.

## بداية الإكتشاف
أولى الإشارات الواردة عنها في كتب الرحلات جاءت من الضابط السياسي البريطاني سيسل إدموندز فقد ذكر المنحوتة وزيارته إليها وذلك في كتابه (كرد وترك وعرب)، حيث يقول انه لاحظ إشارة لموضع المنحوتة على الخارطة التي وضعها السير بيرسي سايكس في كتابه (تأريخ إيران)، وهناك إشارة أخرى من فلاديمير مينورسكي أستاذ الشرقيات في جامعة أكسفورد. ويذكر إدموندز بأن فرانسيس ريتشارد مونسل الضابط في الجيش البريطاني قد شاهد كتابة مسمارية على المنحوتة، وعلى ذكر هذه الإشارات عاد إدموندز إلى دربندي رامكان عام (1931م) للمرة الثانية للتأكد من صحة هذه الأخبار والتحقق منها، إذ انه لم يشاهد منحوتة حينما مكث في مضيق (رامكان) لأول مرة قبل ذلك التاريخ ولم يخبره أحد بها. وعلى ما يبدوا ان إدموندز شاهد في زيارته الثانية فقط منحوتة مستطيلة الشكل طولها لا يتجاوز (3) أقدام وعرضها (½2) قدم، ولم ير فيها صورا أو تفاصيل سوى شبح غير كامل لشخص واقف. كما لم يعثر على الكتابة المسمارية التي ذكرها (مونسل).

## دائرة الآثار
اثناء قيام بعض موظفي مديرية الآثار العراقية بالتقيب في حوض دوكان عام (1957م) شاهدوا هذه المنحوتة وجرت محاولة لتصويرها.
وفي (1960/10/7) تمكن موظفي الآثار العراقية وهم كل من كاظم الجنابي الملحق بمديرية الآثار العامة، و أكرم شكري مدير المختبر الفني فيها، من مشاهدة المنحوتة وفحصها وتصويرها عندما كانا في طريقهما إلى (قلعة دزه) للكشف عن بعض الآثار هناك. وبهذا تكون مديرية الآثار العامة العراقية أول من سجل لمنحوتة دربندي رامكان التصاوير والدراسة، لانها لم تذكر من قبل في خارطة المواقع الأثرية التي أصدرتها المديرية المذكورة. إذ لم تكن في الحقيقة معروفة لديها من قبل. كما انه لم يسبق لأحد ان صورها تصويراً واضحاً يستفاد منه في البحث والمقارنة.

## الأوصاف
ان منحوتة دربندي رامكان مستطيلة الشكل طولها حوالي (1.30م) وعرضها حوالي (80 سم) وبعمق نحو (4 سم). والظاهر فيها شبح لشخص واقف في الجهة اليسرى تمتد إحدى ساقيه إلى الخلف، ولدى فحص التصاوير الأخرى المختلفة لهذه المنحوتة يتراءى وجود معالم شبح آخر واقف في الثلث الأيمن منها قد تكون للآلهة عشتار. كما توجد معالم غير واضحة لحلقة في أعلى الركن الأيمن، ومن المحتمل انها كانت رمزا لتلك الآلهة، وليس بعد هذه الأشباح شيء يذكر.
وينبغي ان نذكر ان منحوتة دربندي رامكان تختلف عن جميع المنحوتات التي اشرنا اليها بكونها مستطيلة الشكل إمتدادها أكثر من إرتفاعها وبالإتجاه الأفقي. وبهذا قد أضيفت منحوتة دربندي رامكان إلى قائمة أسماء المنحوتات الجبلية في العراق.